# Krajowice
Krajowice [pronunciación en polaco: /krajɔˈvit͡sɛ/] es un pueblo ubicado en el distrito administrativo de Gmina Kołaczyce, dentro del condado de Jasło, Voivodato de Subcarpacia, en el sureste de Polonia. Se encuentra a unos 4 kilómetros al sur de Kołaczyce, a 5 kilómetros al noroeste de Jasło, y a 50 kilómetros al suroeste de la capital regional Rzeszów.